# Francisco Cristóbal Toro Correa
Francisco Cristóbal Toro Correa (Santa Fe de Antioquia, Antioquia, 8 de abril de 1869-Medellín, Antioquia, 16 de noviembre de 1942) fue un obispo colombiano de la Iglesia católica.

## Vida y obra
Nació en Santa Fe de Antioquia el 8 de abril de 1869, sus padres fueron Manuel Antonio y Feliciana. Los estudios iniciales los realizó con su abuela materna Josefa Flórez de Correa, llamada “La maestra Chepita”. En 1882 entró al seminario. Fue acólito de la Catedral de Santa Fe de Antioquia. Monseñor Jesús María Rodríguez Balbín lo llevó a Roma, en donde realizó los estudios de Filosofía y de Teología en la Universidad Gregoriana hasta obtener el título de doctor en ambas disciplinas. 
Ocho años residió en Roma hasta recibir la ordenación sacerdotal el 22 de diciembre de 1894. De vuelta a Colombia, desempeñó el cargo de vicerrector del Colegio Apostólico, donde impartió filosofía y matemáticas. Tiempo después, fue párroco de la parroquia de Concordia y posteriormente canónigo de la catedral, secretario episcopal, vicario general y vicario capitular al fallecimiento de monseñor Manuel Antonio López de Mesa. En 1909, debió asistir a la Primera Conferencia Episcopal de Colombia con este último.
Nombrado obispo de la Diócesis de Socorro y San Gil, fue consagrado el 4 de junio de 1911 y tomó posesión de su sede el 17 del mismo mes. Luego, fue trasladado a la Diócesis de Santa Marta, llegó a dicha ciudad el 30 de marzo de 1914. Encabezó la Primera Peregrinación Colombiana que fue a Europa para visitar los santuarios de Lourdes y Turín y luego ir a Roma para encontrarse con el Papa. 
En 1917, monseñor Toro Correa fue nuevamente trasladado, esta vez a la diócesis de Jericó, a la que se le anexó la diócesis de Antioquia, desde ese mismo año y por espacio de 25 años gobernó ambas jurisdicciones hasta 1941, cuando la Santa Sede decidió restaurar la antigua diócesis de Antioquia, suprimiendo la Prefectura de Urabá y anexándole las parroquias de Urrao, Caicedo y Anzá (que pertenecían a Jericó). La bula “Universali Dominici Gregis”, del 3 de julio de 1941, fue ejecutada el 8 de diciembre del mismo monseñor Toro Correa y fue designado como Administrador Apostólico de la diócesis jericoana. El 21 de marzo de mismo año la Catedral de Santa Fe de Antioquia recibió el título de Basílica Menor por medio de las Letras Apostólicas “Inter Sacras ædes”. 
Al iniciar el año 1942, monseñor Toro Correa reabrió el seminario, que comenzó labores el 3 de marzo. Infortunadamente el prelado no tuvo tiempo de organizar todos los asuntos de la Diócesis de Antioquia, pues su salud se vio fuertemente afectada desde mediados de dicho año, hasta que falleció en Medellín el 16 de noviembre de 1942. Un año después, en igual fecha, fue inaugurada su estatua de bronce en la plazuela contigua a la Catedral de Santa Fe de Antioquia. Sus restos yacen en la cripta de los Obispos.